# Мирхонд
Мирхонд (полное имя — Мухаммед ибн Хонд-шах ибн Махмуд) (1433, Балх — 1498, Герат) — персидский историк, один из представителей школы придворных историографов, существовавшей при дворах тимуридов.

## Биография
Биографические сведения о Мирхонде основаны на предисловии к его историческому труду. Его отец, Бурхан-ад-дин, принадлежал к знатному роду сейидов (потомков Пророка), живших в Бухаре, но переехал в Балх, где прожил всю жизнь и где в 1433 г. (837 г.х.) родился Мирхонд. Мирхонд жил в Герате при дворе Тимурида Султан-Хусейна Байкары. Он принадлежал к кружку министра и известного поэта Алишера Навои, который покровительствовал многим литераторам, в том числе Мирхонду и его внуку Хондамиру. По предложению Навои Мирхонд начал работу по составлению обширной всеобщей истории, названной «’’Раузат ас-сафа фи сират ал-анбия ва-л-мулук ва-л-хулафа’’» («Сад чистоты относительно жизни пророков, царей и халифов»). Для этого он всю первую половину своей жизни потратил на чтение и изучение исторических книг. Условия для работы были благоприятными, Мирхонд имел доступ к различной литературе, и источниками современных ему сведений. Мирхонд умер в Герате в 1498 г. (903 г.х.). Его труд остался незаконченным и был завершен его внуком Хондамиром, который очевидно написал значительную часть седьмого тома (том этот охватывает события после смерти Мирхонда), и, вероятно, редактировал и другие части.

## Всеобщая история Мирхонда

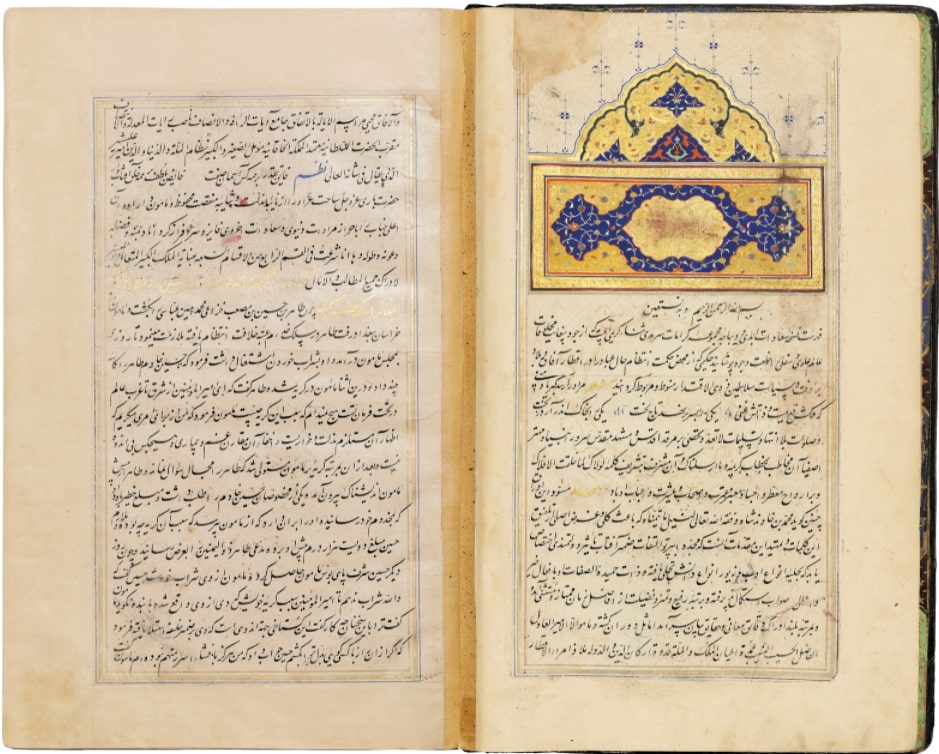
Всеобщая история Мирхонда

Книга состоит из предисловия (мукаддамэ), 7 томов (кысм) и географического заключения (хатимэ), которое иногда публикуется как 8 том. Первые шесть томов носят компилятивный характер, седьмой посвящён современным автору событиям, поэтому имеет наибольшую ценность. Труд написан изысканным, «цветистым» языком, содержит занимательные и поучительные истории, что соответствовало литературному стилю эпохи.
В предисловии приводятся автобиографические данные, автор излагает требования к личности историка. Он приводит имена авторов использованных в работе источников, из них 15 — арабских, 25 — персидских. Названы сочинения от Мухаммеда ибн Исхака, биографа пророка Мухаммеда, до историков эпохи Тимуридов, причём автор добавляет: «а кроме перечисленных ещё много и других, которые были вместилищем знаний своей эпохи». В самой книге Мирхонд обычно не делает ссылок на источники, поэтому нельзя сказать, имел ли он в руках перечисленные книги. Среди некоторых приведённых цитат имеются ссылки на книги, не дошедшие до нас, поэтому, несмотря на компилятивный характер книги, она имеет большое значение.
1-й том рассказывает о событиях от «сотворения мира» до конца царствования Сасанидов (VII в.).
2-й том посвящён событиям от появления Мухаммеда до эпохи четвёртого халифа Али.
3-й том излагает историю имамов, халифов омейядских и аббасидских.
4-й том рассказывает о многих азиатских династиях до эпохи Тимура.
5-й том повествует о Чингиз-хане и его потомках.
6-й том посвящён Тимуру и его потомкам до смерти султана Абу-Са’ида в 1469 г. (873 г.х.),
7-й том подробно описывает события от 1457 до 1521 года (861—927 г.х.) (фактически до 916 = 1510 г.). Том является законченной монографией, посвящённой истории становления, утверждения и упадка дома Султан-Хусейна Байкары, умершего в 1504 г. (910 г.х.). Так как по имеющимся сведениям Мирхонд умер в 1498 году (903 г.х.). То работа над томом в значительной мере могла быть выполнена только его внуком Хондемиром. Вместе с тем том является органическим целым и по содержанию, и стилистически. Поэтому можно считать, что Хондемир существенно обработал и более ранние материалы тома. Сравнение текста 7-го тома с 4-м «джузом» 3-го тома «Хабис ас-сияр» (о борьбе Шейбани-хана с последними тимуридами и Ираном до 1523—1524 гг.) дало совпадение текстов, за исключением незначительных и притом чисто редакционных сокращений в некоторых главах, поэтому можно считать что и эта часть труда существенно редактировалась Хондемиром.
Ему принадлежит также редактирование «хатимэ» — географического приложения «о диковинках и чудесах», которое не вошло в литографированные издания, тегеранское и бомбейское, и рукописи которого встречаются реже, причём в некоторых из них оно является в виде 8-го тома.
Продолжателем труда Мирхонда стал иранский писатель и историк литературы Риза-кули-хан Хидаят (ум. в 1871 году, 1288 г.х.). Им написаны 8-й, 9-й и 10-й тома, доводящие историю до своего современника шаха Ирана Насир-ад-дина.

## Значение книги
Труд Мирхонда имел большой авторитет в странах Востока. В библиотеках мира существует значительное количество его рукописных экземпляров. Полностью сочинение издавалось несколько раз литографическим способом на Востоке. В Европе в связи с большим объёмом печатались отдельные части (обычно по династиям) Мирхондовской истории, которые при этом переводились на европейские языки. В Европе история Мирхонда долгое время служила основным источником сведений по истории Востока, значение его в настоящее время несколько снизилось в связи с расширением круга доступных источников.

## Источник
- Материалы по истории туркмен и Туркмении. Т. 1. М. Институт Востоковедения. 1939
- Советская историческая энциклопедия. — М.: Советская энциклопедия . Под ред. Е. М. Жукова. 1973—1982.